# Oldelaf
Oldelaf ("Олдела́ф") — французький музикант, автор і виконавець гумористичних пісень. Справжнє ім'я - Олів'́єр Деляф́ос.
У 2000 році створив гурт "Oldelaf & Monsieur D" разом з комедіантом Фредеріком Драпом. Однак цей гурт розпався у 2010 (30 січня цього року вони відіграли прощальний концерт на сцені "Олімпії"). Олів'єр створив гурт, який назвав своїм сценічним псевдонімом. До нього ввійшли Жульєн Бретон у ролі Шарля Бертьєра, Олександр Запата як Ален Бертьєр, Фабріс Лемуан (Аморі Канте) та Віктор Пеє у ролі Жака Ф. 21 лютого співак випустив свою соло-збірку "Vendredi". У жовтні цього року має вийшов його перший альбом "Le monde est beau".

## Біографія

### Les Fatals Picards
Уберезні 2003 року Олів'єр Деляфос (він же Oldelaf) став учасником гурту Les Fatals Picards у ролі гітариста для альбому Picardia Independenza.

### Oldelaf & Monsieur D
Oldelaf створив гурт Oldelaf et Monsieur D у 2000 році з комедіантом Фредеріком Драпом, який відділився 30 січня 2010.

### Oldelaf
У 2010 він повертається на сцену з групою, яка названа його сценічним іменем "Oldelaf". У такий спосіб від далі йде своєю дорогою з власним проектом, але разом з чотирма музикантами. Знаходить Жульєн Бретон і Александра Запата, які стають братами Шарлем та Аленом Бертьєрами. Так само з'являються Віктор Пеє і Фабріс Лемуан у ролях Аморі Канте, версальського рокера, і Жака Ф., улюбленця Oldeaf'у.
Нові та старі пісні поєднуються у виразній яскравій грі. Усе звучить набагато музичніше, оскільки п'ятеро музикантів грають на гітарах, клавішних, перкусіях, барабанах, басах, контрбасах, укулеле та інших інструментах. Oldelaf і музиканти перетинають усю Францію, виступаючи на найбільших фестивалях, таких як "Les Solidays", "LaSemo" у Бельгії чи "Les Francofolies" у Рошель. 10 грудня 2010 року вони дають концерт "Особливі "Зоряні війни" в "Альамбрі" в Парижі. 
21 лютого 2011 року виходить збірка «Vendredi», з яким він опиняється на 18ій позиції найбільш завантажуваних альбомів Франції уже за тиждень після виходу. . 
Два твори з цієї збірки не ввійшли до його нового альбому «Le Monde est Beau» : Comme je peux et Subjonctif. Це новий студійний альбом, спочатку запланований на 2 травня, але який вийшов аж 17 жовтня. Однак для легального завантаження він був доступний вже 12 вересня. Альбом він було створено протягом одного року за участі Камії Балльон ("Java", "R-Wan", "No One is Innocent", "La Caravane Passe" тощо) і телеканалу France 4.
Кліп на пісню La Tristitude  [Архівовано 17 листопада 2011 у Wayback Machine.]
з нового альбому, створений Франсуа Готгебером, запущений в ефір 19 серпня на всі відеоканали, починаючи з Dailymotion (партнер випуску) і до сайтів розділення на зразок Viedemerde.fr. Підтримка для Chante ta Tristitude організована VDM et France 4, а також повністю переробленим офіційним сайтом http://www.oldelaf.com/ [Архівовано 2 липня 2011 у Wayback Machine.] спеціально для цієї події.
Така тривала підтримка (аж до вересня 2011) не пройшла марно: альбом Le Monde Est Beau, як і сингл La Tristitude стали широко популярними не тільки в мережі (VDM, Deezer, MusicMe, Dailymotion та інших платформах для передавання файлів), але й на радіо (RTL, France Bleu, Europe 1, France Inter, Oui FM) та телебаченні (Chabada). Після цього музиканти поїхали у велике турне Францією.
Oldelaf планує створити також другий кліп з допомогою пожертвувань частини користувачів Інтернету на сайті Kisskissbankbank.com,. Крім того, заплановано видати DVD з його паризького концерту у "Сігалі" 29 жовтня, якщо користувачам вдасться зібрати 25 000 € . 
Паралельно оголошено, що Oldelaf знявся у короткометражці Night of the Falling Star, створеної Жан-Марком Дельтроном. Один передпрем'єрний показ відбудеться в Нідерландах, інший - у Парижі.

## Дискографія

### Альбоми
- Le Monde Est Beau (2011)

### Збірки
- Vendredi (2011)[8]

### Синґли
- La Tristitude (2011)[8]

#### Альбоми
| 2011 | Vendredi - Вихід: 21 лютого 2011                                                      | - | 18 | -   |
| 2011 | Le Monde Est Beau - Вихід у мережу: 12 вересня 2011 - Вихід на дисках: 17 жовтня 2011 | - | 17 | 164 |